# Урзелина
Урзелина (порт. Urzelina)  —  район (фрегезия) в Португалии,  входит в округ Азорские острова. Расположен на острове Сан-Жорже. Является составной частью муниципалитета  Велаш. Население составляет 866 человек на 2001 год. Занимает площадь 13,67 км².
Покровителем района считается Левий Матфей (порт. São Mateus). 